# Textilní živočišná vlákna
Textilní živočišná vlákna jsou vlákna získaná ze zvířecích srstí nebo ze sekretu hmyzu, vhodná pro textilní zpracování.
Některé odborné přehledy přiřazují k textilním vláknům také žíně a lidské vlasy.

## Vlna ze zvířecích srstí (a vlasů)
Na zeměkouli se chová asi 2 miliardy zvířat, jejichž srst obsahuje textilní vlákna, jen u menší části z nich se však vyplatí získávat vlnu na výrobu příze.
Například z 1 miliardy ovcí je to méně než polovina, ze 740 milionů koz a 19 milionů velbloudů se stříhají, vyčesávají nebo sbírají vlákna pro textilní použití u méně než 5 % zvířat.
Světová spotřeba vláken ze srstí v posledních letech stagnuje. Na začátku 21. století dosahovala asi 1,2 miliony tun (cca 1,4 % celkové spotřeby textilních vláken) z toho:
| Druh vlákna  | ovčí vlna | kašmír | karakulská vlna | jačí vlna | mohér | koňské žíně | velbloudí srst | alpaka | lama | vikuňa | guanako | kašgora |
| (tisíce tun) | 1163      | 16     | 10              | 7         | 4,5   | 4           | 3-3,5          | 4      | 0,6  | 0,005  | 0,002   | 0,006   |

V tabulce nejsou zaznamenány vlny zpracovávané jen v menším, neevidovaném množství a textilní materiály používané jen v minulosti, např.: qiviut (3000kg ročně?), pašmína (1000 kg ročně?), šáhtúš, psí vlna.
Označení vláken zvířecího původu je jen u ovčí vlny jednotné. Vlákna z kašmírské kozy, velblouda, lamy a dalších jsou z části odborné literatury známa jako vlna, zatímco část odborníků používá pro totéž pojem srst.

## Vlákna ze sekretů
Vedle přírodního hedvábí (ze sekretu bource morušového) patří k této skupině například:
- plané hedvábí (tussah, fagara aj.)

- byssus neboli mořské hedvábí (ze sekretu mušlí)

Spotřeba přírodního a planého hedvábí ve světě dosáhla v roce 2014 cca 180 000 tun